# ウェストボーン川
ウェストボーン川（ウェストボーンがわ、River Westbourne）は、イギリスの川であり、テムズ川の支流。
源泉はハムステッドであり、ハイド・パーク、スローン・スクエアを流れ、チェルシーでテムズ川と合流する。全体の長さはフリート川とほぼ同じである。ヴィクトリア期の学識者によると、川はもともとはキルバーン（Kilburn）、あるいは高貴な川という意味のケ・ボーン（Cye Bourne）と呼ばれていたとする。それ以外にも様々な名前で知られており、ケレボーン（Kelebourne）、ベイズウォータ（Bayswater）、ベイズウォータ川（Bayswater River、あるいはBayswater Rivulet）、サーペンタイン川、ウェストバーン小川（Westburn Brook）、ラネラー川（Ranelagh River）、さらにラネラー下水道（Ranelagh Sewer）などと呼ばれていた。
源泉やその流れに付いては様々な異説がある。ロンドン・ポートレイト誌に寄稿したクリストファー・ロングによると、ウェストボーン川はノッティング・ヒルの上にあるケンジントン宮殿を源泉とし、ラウンド・ポンドを満たして地下にもぐり、サーペンタイン池を満たす。また地下にもぐり、バッキンガム宮殿の池を満たす。池から流れ出て、セント・ジェームズ・パークの池を満たして地下に水路を通ってもぐり、スローン・スクエア駅の構内に流れ出て、配水管を通じてテムズ川に流れ込む。
他の説によると、バッキンガム宮殿の池を満たすのはタイバーン川であり、ウェストボーン川は西のナイトブリッジの方角に流れるとしている。実際にナイトブリッジはかつて橋が架けられていた場所である。さらに川は西にケンシントン・パレスの方に向かうのではなく、ウェストボーン・テラスの横を流れ、北に地形の流れに沿ってハイド・パークの方に向かうとしている。
スローン・スクエア駅の構内をウェストボーン川は、鋳鉄製の導管を通って流れている。ホームの端、出口の近くの天井に配管がある。